# SPSS
SPSS ist eine Software für die statistische Datenanalyse.

## Geschichte
Die  Software wurde ab 1965 als Statistical Package for the Social Sciences von  Norman H. Nie und C. Hadlai Hull an der Stanford University entwickelt. Als Programmiersprache wurde FORTRAN IV eingesetzt. Nach dem Prototyp auf einer IBM 7090 begann ab 1968 unter Beteiligung von Dale H. Bent die Portierung auf eine IBM 360.
1975 gründeten Nie und Hull in Chicago das Unternehmen SPSS Inc., um die große Nachfrage nach der Software bedienen zu können. Ein erstes Handbuch zum Statistik-Programmsystem für die Sozialwissenschaften in deutscher Sprache erschien 1976.
1980 wurde, als Zwischenstufe zur späteren interaktiven Menüsteuerung, ein Dialogsystem unter dem Namen „SCSS Conversational System“ vorgestellt. Ab 1983 wurde die erste SPSS-Version für Personal Computer entwickelt. Zwischenzeitlich stand SPSS für Superior Performing Software System.
Bald wurde der Begriff SPSS Inc. für die Firma und SPSS für das Originalprodukt verwendet, da sich die Funktionen der Software im Laufe der Jahre weiterentwickelt haben und nicht mehr auf diese Weise abgekürzt werden konnten. SPSS Inc. wurde 2009 von IBM übernommen. Seit 2009 ist SPSS eine Marke des Unternehmens IBM mit dem Kernprodukt IBM SPSS Statistics (von 2009 bis 2010 unter dem Namen PASW Predictive Analysis SoftWare) und den weiteren Produkten IBM SPSS Modeler und IBM SPSS AMOS. Seit der Version 28 ist IBM SPSS Statistics nur lauffähig unter Microsoft Windows und macOS. Die Server-Version ist jedoch auch für GNU/Linux verfügbar.

## Versionshistorie
- SPSS Version 30: 2024
- SPSS Version 29: 2022
- SPSS Version 28: 2021
- SPSS Version 27: 2020
- SPSS Version 26: 2019
- SPSS Version 25: 2017
- SPSS Version 24: 2016
- SPSS Version 23: 2015
- SPSS Version 22: 2013
- SPSS Version 21: 2012
- SPSS Version 20: 2011
- SPSS Version 19: 2010
- SPSS Version 18: 2009
- SPSS Version 17: 2008
- SPSS Version 16: 2007
- SPSS Version 15: 2007
- SPSS Version 14: 2006
- SPSS Version 13: 2005
- SPSS Version 12: 2003
- SPSS Version 11: 2001
- SPSS Version 10: 1999
- SPSS Version 9: 1994
- SPSS Version 8: 1992
- SPSS Version 7: 1989
- SPSS Version 6: 1986
- SPSS Version 5: 1983
- SPSS Version 4: 1979
- SPSS Version 3: 1975
- SPSS Version 2: 1972
- SPSS Version 1: 1968[11]

## Aufbau
Die Software IBM SPSS Statistics ist ein modular aufgebautes Programmpaket zur statistischen Analyse von Daten. Das Basismodul ermöglicht das grundlegende Datenmanagement und umfangreiche statistische und grafische Datenanalysen mit den gängigsten statistischen Verfahren. Für spezielle Anwendungen, etwa Conjoint- oder Zeitreihenanalyse, gibt es Zusatzmodule, die auf dem Basismodul aufsetzen. Daneben bietet IBM verwandte Softwareprodukte unter dem Namen SPSS an: IBM SPSS Modeler (früher Clementine) für Anwendungen im Bereich Data-Mining und Entscheidungsbäume sowie IBM SPSS AMOS für Strukturgleichungsmodelle. Der Modeler ist wie SPSS Statistics eine Client- oder Serversoftware; Amos hingegen gibt es lediglich als eigenständige Windows Software. Damit ist eine Datenübernahme in SPSS Amos über einen Export aus SPSS Statistics als .sav-Datei und eine Import in SPSS Amos möglich ist. 
Die Programmfamilie wird häufig im wissenschaftlichen Bereich eingesetzt, findet aber auch in Unternehmen, beispielsweise in der Marktforschung, Anwendung.
Viele Funktionen sind über die grafische Oberfläche erreichbar oder können mit der proprietären 4GL Syntax implementiert werden. Bei Nutzung der Syntax lassen sich Aufgaben leichter wiederholen und dokumentieren. Zudem sind einige Funktionen ausschließlich über die Syntax verfügbar.